# Mozzate
Mozzate – miejscowość i gmina we Włoszech, w regionie Lombardia, w prowincji Como.
Według danych na rok 2004 gminę zamieszkiwało 6868 osób, 686,8 os./km².